# 벳시 존슨

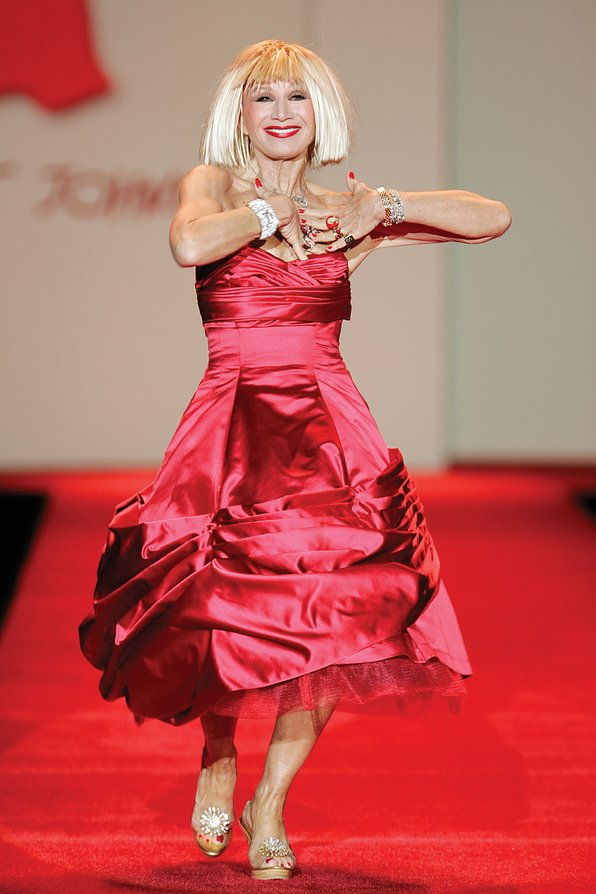

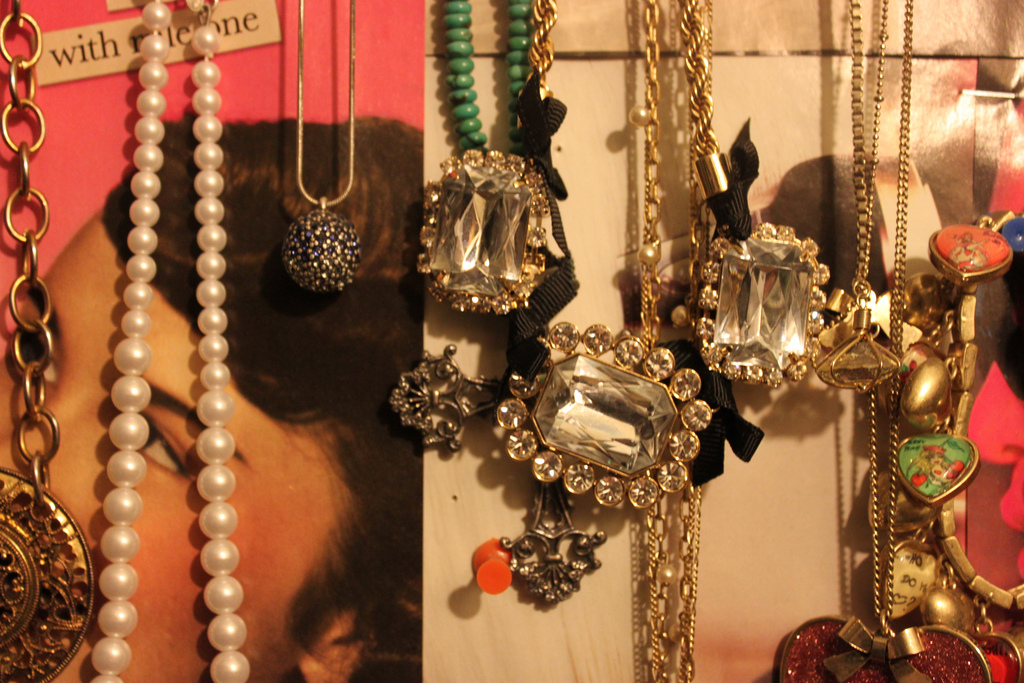
뱃시 존슨 보석 (2011년)

벳시 존슨(Betsey Johnson, 1942년 ~ )은 미국의 패션 디자이너이다. 여성주의와 기발한 디자인으로 유명하다. 디자인 중 다수가 장식되어 있다.
코네티컷주 웨서스필드에서 태어났다. 고등학교를 졸업한 뒤 프랫 인스티튜트에서 공부했고 나중에 시러큐스 대학교의 파이 베타 카파 사회를 졸업했다.
현재 유방암을 앓고 있으며 장기간 생존하고 있다.

## 같이 보기
- 메리 퀀트
- 파코 라반